# Törpe szőrössün
A törpe szőrössün vagy kis patkánysün (Hylomys suillus) az emlősök (Mammalia) osztályának Eulipotyphla rendjébe, ezen belül a sünfélék (Erinaceidae) családjába és a szőrös sünök (Galericinae) alcsaládjába tartozó faj.
Nemének a típusfaja.

## Előfordulása
Brunei, Kambodzsa, Kína, Indonézia, Laosz, Malajzia, Mianmar, Thaiföld, Vietnám területén honos. A párás hegyi erdők lakója.

## Alfajai
- Hylomys suillus suillus S. Müller, 1840
- Hylomys suillus dorsalis Thomas, 1888
- Hylomys suillus maxi Sody, 1933
- Hylomys suillus microtinus Thomas, 1925
- Hylomys suillus pegunensis Blyth, 1859
- Hylomys suillus siamensis Kloss, 1916
- Hylomys suillus tionis Chasen, 1940

## Megjelenése
Testhossza 14 centiméter, ebből a farok 3 centiméter. Testtömege 60 gramm.

## Életmódja
A törpe szőrössün a talajon rövid szökkenésekkel közeledik. Gyakran a sziklák alatt van a vacka. Tápláléka rovarok, férgek és más kis állatok.